# Christian Harrison
Christian Harrison (Shreveport, 29 mei 1994) is een Amerikaanse tennisser. Hij heeft nog geen ATP toernooi gewonnen, maar deed wel al mee aan een Grand Slam. Hij heeft nog geen challengers op zijn naam staan. Ryan Harrison is zijn broer.

## Palmares
| Legenda                       | Legenda               |
| ----------------------------- | --------------------- |
| Grand Slam                    |                       |
| Olympische Spelen             |                       |
| tot 2009                      | vanaf 2009            |
| Tennis Masters Cup            | ATP Finals            |
| ATP Masters Series            | ATP Tour Masters 1000 |
| ATP International Series Gold | ATP Tour 500          |
| ATP International Series      | ATP Tour 250          |

### Dubbelspel
| Nr.                          | Datum           | Toernooi         | Ondergrond | Partner       | Tegenstanders in finale     | Score                  | Details |
| ---------------------------- | --------------- | ---------------- | ---------- | ------------- | --------------------------- | ---------------------- | ------- |
| Verloren finales herendubbel |                 |                  |            |               |                             |                        |         |
| 1.                           | 13 januari 2021 | ATP Delray Beach | Hardcourt  | Ryan Harrison | Ariel Behar Gonzalo Escobar | 7-6(5), 6-7(4), [4-10] | Details |

## Prestatietabel

### Prestatietabel enkelspel
| Legenda | Legenda                          |
| ------- | -------------------------------- |
| g.t.    | geen toernooi gehouden           |
| l.c.    | lagere categorie                 |
| –       | niet deelgenomen                 |
| G       | uitgeschakeld in de groepsfase   |
| 1R      | uitgeschakeld in de eerste ronde |
| 2R      | uitgeschakeld in de tweede ronde |
| 3R      | uitgeschakeld in de derde ronde  |
| 4R      | uitgeschakeld in de vierde ronde |
| KF      | uitgeschakeld in de kwartfinale  |
| HF      | uitgeschakeld in de halve finale |
| F       | de finale verloren               |
| W       | het toernooi gewonnen            |
| w-v     | winst/verlies-balans             |

| Grandslamtoernooien  |     |      |      |
| Australian Open      | –   | –    | –    |
| Roland Garros        | –   | –    | –    |
| Wimbledon            | –   | –    | 1R   |
| US Open              | 1R  | –    | –    |
| ATP Masters 1000     |     |      |      |
| Indian Wells         | –   | –    | –    |
| Miami                | –   | 1R   | –    |
| Monte Carlo          | –   | –    | –    |
| Rome                 | –   | –    | –    |
| Madrid               | –   | –    | –    |
| Montreal/Toronto     | –   | –    | –    |
| Cincinnati           | –   | 2R   | –    |
| Shanghai             | –   | –    | –    |
| Parijs               | –   | –    | –    |
| Olympische Spelen    |     |      |      |
| Olympische Spelen    | –   | g.t. | g.t. |
| Statistieken         |     |      |      |
| Totaal aantal titels | 0   | 0    | 0    |
| Eindejaarsranking    | 486 | 247  | 258  |

### Prestatietabel dubbelspel
| Legenda | Legenda                          |
| ------- | -------------------------------- |
| g.t.    | geen toernooi gehouden           |
| l.c.    | lagere categorie                 |
| –       | niet deelgenomen                 |
| G       | uitgeschakeld in de groepsfase   |
| 1R      | uitgeschakeld in de eerste ronde |
| 2R      | uitgeschakeld in de tweede ronde |
| 3R      | uitgeschakeld in de derde ronde  |
| 4R      | uitgeschakeld in de vierde ronde |
| KF      | uitgeschakeld in de kwartfinale  |
| HF      | uitgeschakeld in de halve finale |
| F       | de finale verloren               |
| W       | het toernooi gewonnen            |
| w-v     | winst/verlies-balans             |

| Grandslamtoernooien  |     |      |      |      |      |
| Australian Open      | –   | –    | –    | –    | –    |
| Roland Garros        | –   | –    | –    | –    | –    |
| Wimbledon            | –   | –    | –    | –    | g.t. |
| US Open              | KF  | –    | 2R   | 3R   | 2R   |
| ATP Masters 1000     |     |      |      |      |      |
| Indian Wells         | –   | –    | –    | –    | g.t. |
| Miami                | –   | 1R   | –    | –    | g.t. |
| Monte Carlo          | –   | –    | –    | –    | g.t. |
| Madrid               | –   | –    | –    | –    | g.t. |
| Rome                 | –   | –    | –    | –    | –    |
| Montreal/Toronto     | –   | –    | –    | –    | g.t. |
| Cincinnati           | –   | –    | –    | –    | –    |
| Shanghai             | –   | –    | –    | –    | g.t. |
| Parijs               | –   | –    | –    | –    | –    |
| Olympische Spelen    |     |      |      |      |      |
| Olympische Spelen    | –   | g.t. | g.t. | g.t. | g.t. |
| Statistieken         |     |      |      |      |      |
| Totaal aantal titels | 0   | 0    | 0    | 0    | 0    |
| Eindejaarsranking    | 174 | 731  | 542  | 249  | 293  |